# Zulia
Estado Zulia je jeden z 23 států Venezuely. Nachází se na západě Venezuely u jezera Maracaibo. Má přístup k pobřeží Karibského moře. V roce 2007 zde žilo přibližně 3 620 000 obyvatel a Zulia je tak nejlidnatějším venezuelským státem. Hlavním městem státu je Maracaibo a hlavním zdrojem bohatství tohoto státu je ropa.
Území původně patřilo indiánským kmenům Guajira a Paraujaná, kteří stále obývají rákosová obydlí na kůlech zvaná „palafitos“. Důkazem pozdějšího a přetrvávajícího španělského vlivu je obliba koridy. Oblíbený je také baseball, který se hraje nejen před desetitisícovými návštěvami, ale i na pláccích v malých vesnicích. 
S rozlohou 63 100 km² je Zulia pátou největší spolkovou zemí státu, je rozdělena na 21 částí, ve španělštině nazývaných municipio:
| Municipio                  | Hlavní město              |
| -------------------------- | ------------------------- |
| Almirante Padilla          | El Toro                   |
| Baralt                     | San Timoteo               |
| Cabimas                    | Cabimas                   |
| Catatumbo                  | Encontrados               |
| Colón                      | San Carlos del Zulia      |
| Francisco Javier Pulgar    | Pueblo Nuevo El Chivo     |
| Jesús Enrique Losada       | La Concepción             |
| Jesús María Semprún        | Casigua el Cubo           |
| La Cañada de Urdaneta      | Concepción                |
| Lagunillas                 | Ciudad Ojeda              |
| Machiques de Perijá        | Machiques                 |
| Mara                       | San Rafael del Moján      |
| Maracaibo                  | Maracaibo                 |
| Miranda                    | Los Puertos de Altagracia |
| Páez                       | Sinamaica                 |
| Rosario de Perijá          | La Villa del Rosario      |
| San Francisco Municipality | San Francisco             |
| Santa Rita                 | Santa Rita                |
| Simón Bolívar              | Tía Juana                 |
| Sucre                      | Bobures                   |
| Valmore Rodríguez          | Bachaquero                |

Vlajka Zulie byla přijata roku 1991. Modrý pruh symbolizuje vodstvo a černý těžbu ropy, uprostřed je zlaté slunce a bílý blesk, připomínající unikátní místní atmosférický fenomén: ústí řeky Catatumbo do jezera Maracaibo je známo mimořádně silnými bouřkami, k nimž dochází až stošedesátkrát do roka.